# Winning Post (jeu vidéo)
Winning Post (ウイニングポスト) est un jeu vidéo de sport hippique développé et édité par Koei, sorti en 1993 sur PC-98, FM-Towns, Mega-CD, Super Nintendo et X68000. Il a été édité sur 3DO. Il fait partie de la série Winning Post.